# Larry Crowne
A Larry Crowne (eredeti cím: Larry Crowne)  2011-ben bemutatott romantikus filmvígjáték, melyet Tom Hanks és Nia Vardalos forgatókönyvéből Tom Hanks rendezett. A főbb szerepekben Hanks  és Julia Roberts látható.

## Rövid történet
A film főszereplője egy állását elveszítő férfi, aki beiratkozik a főiskolára és beleszeret egyik oktatójába, egy házas nőbe.

## Cselekmény
|  | Alább a cselekmény részletei következnek! |

Larry Crowne (Tom Hanks) egy nagy áruházban dolgozik, ahol meg vannak elégedve a munkájával, egyik nap azonban váratlanul kirúgják. Az indoklás szerint azért, mert nincs főiskolai végzettsége. Larrynek ez rosszul esik, mivel amióta elvált, a ház törlesztőrészleteit egyedül kell fizetnie, és a kölcsön összege több százezer dollár. Egyik szomszédja, Lamar, aki a saját háza előtt limlomot árusít, azt tanácsolja neki, hogy iratkozzon be kétéves főiskolai képzésre, hogy jó állást kaphasson.
Mivel korábban húsz évig a haditengerészetnél szakács volt, átmenetileg egy volt katonatársa éttermébe megy dolgozni. Ugyanakkor egy főiskola „szónoklattan” és „a közgazdaság alapjai” című kurzusaira is beiratkozik. A szónoklattan épphogy csak elindul, mert a minimális létszám tíz fő és ez éppen megvan. A tanfolyam vezetője Mrs. Tainot (Julia Roberts), aki unja a tanítást, férjétől elhidegült, mert a férfi nem dolgozik semmit, csak szexképeket nézeget az interneten és fórumozik.
Larry egy tankolásnál észreveszi, hogy az autója tankjának megtöltéséhez mennyivel többet kell fizetnie, mint egy robogóval közlekedőnek, így ócskás szomszédjától vesz egy robogót, amiért cserébe a lapostévéjét adja oda.
Larry egyik osztálytársa, Talia a közgazdaságórára szintén robogóval jár. Larry bekerül a robogósok baráti társaságába, akik maguk közé fogadják. Amikor egyszer felkeresik az otthonában, egyikük levágja a haját, a többiek pedig spontán módon a feng-shui alapelvei szerint átrendezik a lakását.
Larry apró sikereket ér el mindkét tanfolyamon, Mrs. Tainot figyelmét is felkelti. Mrs. Tainot egyik nap a férjével hazafelé menet kiszáll az autóból, miután összevesztek. Talia észreveszi, amikor a csapat arrafelé robogózik, és felhívja rá Larry figyelmét, aki hazafuvarozza az erősen kapatos nőt. Útközben látják, amint Mr. Tainot-ot letartóztatja a rendőrség ittas vezetés miatt. Mrs. Tainot szenvedélyes csókkal búcsúzik a férfitól, aki örömében indiántáncot jár, amikor azt hiszi, hogy nem látja senki. Másnap reggel Mrs. Tainot kirakja a férje holmijait az ajtó elé, a bekapcsolt számítógépen egy szexoldal hangosan hívogatja a látogatóit.
Larry közgazdasági ismeretekkel felvértezve bemegy a bankjához, és visszamondja a házra felvett kölcsönt, egyúttal leadja a ház papírjait és kulcsait. Otthon összepakolja a holmijait, egy részüket eladja limlommal kereskedő szomszédjának, és egy jóval kisebb lakásba költözik. A pizzafutár, aki költözéskor a pizzát hozza, nem más, mint az egyik volt menedzser Larry korábbi munkahelyéről, az áruházból (aki azzal dicsekedett, hogy ő metodista egyetemet végzett és az ott kapott gyűrűjét mutogatta).
A szónoklattan záróvizsgáján Larrynek a földrajzról kell beszélnie. Ő a haditengerészetnél töltött ideje alatt szerzett élményeiről beszél (és mivel ő az utolsó vizsgázó, előadásában megemlíti a többiek vizsgájának témáját is), aminek során járt a Gibraltár-sziklánál, Hongkongban, a déli féltekén, ahol mások a csillagok, volt Ausztráliában, látott északi fényt. A tanárnő a legjobb jegyet, „A+”-t ad neki.
A tanfolyam végeztével Larry egy GPS-koordinátát ad meg a tanárnőnek, akit aprócska lakásába invitál, ahol bundáskenyeret fog készíteni neki.
|  | Itt a vége a cselekmény részletezésének! |

## Szereplők
| Színész                | Szerep                                             | Magyar hang        |
| ---------------------- | -------------------------------------------------- | ------------------ |
| Tom Hanks              | Larry Crowne                                       | Kőszegi Ákos       |
| Julia Roberts          | Mercedes Tainot szónoklattan tanár                 | Tóth Enikő         |
| Gugu Mbatha-Raw        | Talia, Larry osztálytársa a közgazdaságtan órán    | Bogdányi Titanilla |
| Wilmer Valderrama      | Dell Gordo                                         | Hamvas Dániel      |
| Pam Grier              | Frances                                            | Kocsis Mariann     |
| Cedric the Entertainer | Lamar, a limlomok árusításával foglalkozó szomszéd | Faragó András      |
| Taraji P. Henson       | B'Ella                                             | Gruber Zita        |
| Bryan Cranston         | Dean Tainot, Mrs. Tainot férje                     | Jakab Csaba        |
| Rami Malek             | Steve Dibiasi, egy tanuló a szónoklattanon         | Sörös Miklós       |
| Maria Canals Barrera   | Lala Pinedo                                        | Sági Tímea         |
| Rita Wilson            | Wilma Q. Gammelgaard                               | Csonka Anikó       |
| George Takei           | Dr. Matsutani, közgazdaságtan tanár                | Koncz István       |
| Sy Richardson          | Avery                                              |                    |
| Dale Dye               | Cox                                                | Végh Ferenc        |
| Ian Gomez              | Frank                                              | Kapácsy Miklós     |
| Chet Hanks             | pizzafutár fiú                                     |                    |
| Nia Vardalos           | a GPS hangja Mrs. Tainot kocsijában                |                    |
| Jon Seda               | Diamond                                            |                    |

## A film készítése
A film tervét 2006 februárjában jelentették be. A Universal Pictures Tom Hanks mellé Nia Vardalost kérte fel a forgatókönyv megírására, amiben egy középkorú férfi szakmai karrierjében drasztikus változás történik. 2010 januárjában Julia Robertst szerződtették Tom Hanks partnerének.
A film költségvetése 30 millió amerikai dollár volt.
A film forgatása 2010 októberében, Los Angelesben kezdődött.
Forgatási helyszínek
- Los Angeles egyik kertvárosi része, a város nem felismerhető, a belvárosi részt nem mutatják

## Bemutató
A filmet az Egyesült Államokban és Kanadában 2011. július 1-jén mutatták be a mozik. DVD-n 2011. november 15-én jelent meg.

## Fogadtatás

### Bevételi adatok
A film 30 millió dolláros költségvetése ellenében 60 millió dolláros összbevételt ért el.

### Kritikai visszhang
A film vegyes kritikákat kapott. A filmkritikusok véleményét összegző Rotten Tomatoes 34%-ra értékelte 180 vélemény alapján.
A súlyozott átlagos számító Metacritic 41/100-ra értékelte 41 vélemény alapján.

## Érdekességek
- Larry Crowne saját állítása szerint ismeri a kínai írást, mert le tudja fordítani a Talia fenekére tetovált jeleket, amik szerinte azt jelentik: „szójaszósz”. Talia szerint a szöveg japánul van és jelentése: „bátor szellem”.

## Fordítás
Ez a szócikk részben vagy egészben  a   Larry Crowne című angol Wikipédia-szócikk fordításán alapul.  Az eredeti cikk szerkesztőit annak laptörténete sorolja fel. Ez a jelzés csupán a megfogalmazás eredetét és a szerzői jogokat jelzi, nem szolgál a cikkben szereplő információk forrásmegjelöléseként.